# 中央军委审计署综合局
中央军委审计署综合局，位于北京市，是中央军委审计署下属局，负责该署综合业务。

## 沿革
在深化国防和军队改革中，2016年1月组建中央军委审计署。中央军委审计署新设中央军委审计署综合局。

## 历任领导
| 中央军委审计署综合局局长 1. 袁浩（2016年—） | 中央军委审计署综合局副局长 - 周维刚（2016年—） |